# 少花粉条儿菜
少花粉条儿菜（学名：Aletris pauciflora）为百合科粉条儿菜属下的一个种。

## 变种
- 穗花粉条儿菜（学名：Aletris pauciflora var. khasiana）为百合科粉条儿菜属下的一个种。和原变种的差异为花序有较密的花，同时苞片与花等长或稍长于花。